# Postgeschichte Norwegens
Am 17. Januar 1647 übertrug der Gouverneur in Norwegen Hannibal Sehested dem Holländer Hendrik Morian die Verwaltung des Postwesens auf 20 Jahre. Damit war die norwegische Post gegründet. Morian hatte als Generaldirektor des Postwesens seinen Sitz im Postamt in Oslo. Um die Post ins Land zu bringen, richtete er im gleichen Jahr vier Hauptstrecken mit Oslo als Ausgangspunkt ein. Da war einmal die Verbindung nach Kopenhagen über Göteborg, Helsingbor, Helsingör, also über Schweden. Eine zweite Route führte nach Trondheim, die dritte nach Bergen, und die vierte Botenlinie nach Skien an der Südküste Norwegens. Hinzu kam 1786 eine Verbindung von Stavanger, an der Südwestküste, nach Bergen und Trondheim. Diese Routen waren die einzigen regelmäßigen Postverbindungen des Landes, bis 1814.
Schon 1689 war die norwegische Postdirektion der dänischen in Kopenhagen unterstellt. 1660 war bereits der Postzeitungsdienst eingeführt worden. Die Zeitung wurde mit der Hand geschrieben, sein Verleger war der Direktor des Postamts in Oslo und brachte bedeutende Einnahmen.

## Norwegische Post

Norwegisches Postlogo

1814 musste Dänemark Norwegen im Frieden von Kiel an den König von Schweden abtreten. Die Verwaltung der norwegischen Post war wieder in Oslo. Um die Verbindung mit dem Ausland zu verbessern kaufte die norwegische Post 1827 zwei Dampfschiffe. Seit 1837 wurden die alten Postrouten als Schnellpost gefahren.
Der Postzwang erstreckte sich auf die Beförderung verschlossener Briefe und Postkarten. Neben den Postämtern (Postkontorer) unter der Leitung eines Postmestere mit vollem Postdienstangebot, gab es die kleinen „Postaapnere“, die nebenamtlich von Landwirten, Kaufleuten oder Lehrern betrieben wurden und in denen der Austausch von Briefsendungen, Wertbriefen und Paketen sowie, mit besondere Erlaubnis auch Postanweisungs- und der Postzeitungsdienst stattfand. Noch kleiner waren die als „Brevhus“ bezeichneten Einrichtungen, in denen nur freigemachte gewöhnliche Briefsendungen ausgetauscht wurden. 1922 gab es in Norwegen 108 Postkontorer, 3122 Postaapnere und 673 Brevhus. Ein Bahnpostamt gab es nicht, Bahnposten und Schiffsposten wurden von den Postkontorer geleitet. 1949 zählte man 4766 Postdienststellen mit 10.550 Arbeitskräften.
Die Portofreiheit genossen vor dem Kriege außer dem König und seiner Familie, nur Sendungen in staatlichen und gemeindlichen Angelegenheiten sowie milder Stiftungen und der Krankenkassen eine auf Schriften, Listen und Drucksachen eingeschränkte Freiheit. Nach dem Kriege galt das nur noch für postdienstliche Sendungen.
Die Versandstelle für Sammlermarken der norwegischen Post in Oslo stellt ihre Dienste sowohl in norwegischer als auch in englischer Sprache im Internet dar.